# 加藤広史
加藤 広史（かとう ひろふみ）は、日本の漫画家。群馬県高崎市出身。中央美術学園卒業。
2016年6月16日死去。死去の原因は不明である

## 受賞歴
- 「うさぎの檻」（白泉社、ヤングアニマル月例賞、2006年 奨励賞）
- 「エンギモノ!」（集英社、スーパージャンプ漫画賞、2007年 佳作）
- 「サンタさんの時計」（小学館、まんがカレッジ、2009年3・4月期 佳作）

## 作品

### 連載
- 落窪物語（昔ばなし絵巻2009年8月10日、日本コンピューター）
- おすもじっ!◆司の一貫◆（原作・構成：鹿賀ミツル、週刊少年サンデー2011年17号 - 2013年16号 → クラブサンデー2013年4月5日 - 2013年7月5日、小学館、全10巻）

### 読切
- 猿神退治（昔ばなし絵巻2009年8月10日、日本コンピューター）
- サンタさんの時計（クラブサンデー2009年7月7日、小学館）
- 笑うサムライ（オースーパージャンプ2009年10月20日、集英社）
- 決闘のデッドキャニオン（クラブサンデー2009年12月15日、小学館）
- 鶴の恩返し（昔ばなし絵巻2010年1月10日、日本コンピューター）
- 狐の嫁入り（昔ばなし絵巻2010年3月10日、日本コンピューター）
- ダイレクトマジック（クラブサンデー2010年9月24日、小学館）